# КР580ГФ24
КР580ГФ24 — электронный компонент, микросхема специализированного генератора тактовых импульсов (ГТИ), входящая в микропроцессорный комплект серии КР580. Предназначена для совместной работы с ЦПУ КР580ВМ80А. Является аналогом микросхемы Intel 8224. Напряжения питания — +5 В, +12 В. Тип корпуса — DIP16.
Микросхема формирует: тактовые сигналы C1 и C2 со взаимосмещёнными фронтами; тактовый сигнал C, по уровню совместимый с ТТЛ и синхронизированный с сигналом C2; сигнал STB# «Строб состояния», который, поступая на системный контроллер, фиксирует состояние шины данных микропроцессора; сигнал RESET «Установка».
Генератор опорной частоты при подключении к выводам X1 и X2 кварцевого резонатора обеспечивает высокую стабильность частоты, определяемую основной частотой возбуждения кварцевого резонатора, резонансная частота которого должна быть в 9 раз больше выбранной тактовой частоты микропроцессора. При частоте резонатора более 10 МГц необходимо последовательно в цепи подсоединить керамический конденсатор емкостью 3 — 10 пФ.
Выход генератора опорной частоты выведен на внешний вывод OSC и соединён внутри микросхемы со счетчиком-делителем, входящим в состав тактового генератора. Тактовый генератор состоит из счетчика-делителя на 9, логических дешифраторов, формирующих требуемые тактовые импульсы, выходных формирователей и вспомогательных логических схем и триггеров для генерации выходных сигналов: C1, C2, C, STB#. Тактовые импульсы C1 и C2 амплитудой 12 В управляют МОП-входами микропроцессора КР580ВМ80А. Тактовый импульc C используется для управления ТТЛ-входами в режиме прямого обращения к памяти.
Инверсный сигнал STB#, длительность которого равна одному периоду частоты опорного генератора, формируется микросхемой КР580ГФ24 при поступлении на её вход с микропроцессора КР580ВМ80А сигнала SYN «Синхронизация», свидетельствующего о начале машинного цикла. При поступлении входного сигнала RESIN# микросхема КР580ГФ24 с помощью триггера Шмитта и триггера Т1 вырабатывает сигнал RESET, синхронизированный с тактовым сигналом C2, По сигналу RESET осуществляется установка в исходное состояние различных устройств микропроцессорной системы. Наличие в микросхеме триггера Шмитта позволяет подавать на вход RESIN# сигнал с пологим фронтом. С помощью триггера Т2 осуществляется стробирование входного сигнала RDYIN «Готовность» тактовым сигналом C2.

## Назначение выводов
| Вывод  | Обозначение | Тип вывода | Назначение                                                         |
| ------ | ----------- | ---------- | ------------------------------------------------------------------ |
| 1      | RESET       | Выход      | Установка в исходное состояние («Сброс») микропроцессора и системы |
| 2      | RESIN#      | Вход       | Вход для генерации сигнала «Сброс»                                 |
| 3      | RDYIN       | Вход       | Сигнал «Готовность»                                                |
| 4      | RDY         | Выход      | Сигнал «Готовность»                                                |
| 5      | SYN         | Вход       | Сигнал синхронизации                                               |
| 6      | C           | Выход      | Тактовый сигнал, синхронный с фазой С2                             |
| 7      | STB#        | Выход      | Стробирующий сигнал состояния                                      |
| 8      | GND         | —          | Общий                                                              |
| 9      | Ucc2        | —          | Напряжение питания +12 В                                           |
| 10     | С2          | Выход      | Тактовые сигналы фаза С2 (+12 В)                                   |
| 11     | С1          | Выход      | Тактовые сигналы фаза С1 (+12 В)                                   |
| 12     | OSC         | Выход      | Тактовые сигналы опорной частоты (ТТЛ)                             |
| 13     | TANK        | —          | Вывод для подключения колебательного контура                       |
| 14, 15 | X1, X2      | —          | Выводы для подключения резонатора                                  |
| 16     | Ucc1        | —          | Напряжение питания +5 В                                            |